# Lapouyade
Lapouyade település Franciaországban, Gironde megyében. Lakosainak száma 545 fő (2022. január 1.). Lapouyade Bedenac, Cercoux, Clérac, Tizac-de-Lapouyade, Laruscade és Maransin községekkel határos.

## Népesség
A település népességének változása:
| Lakosok száma | 525  | 452  | 476  | 430  | 491  | 500  | 498  | 507  | 516  | 545  |
|               | 1968 | 1982 | 1990 | 2006 | 2013 | 2015 | 2017 | 2019 | 2020 | 2022 |